# Графство Санта-Фьора
Графство Санта-Фьора (итал. Contea di Santa Fiora) — небольшое историческое графство в центральной Италии в составе южной Тосканы. Наряду с графством Сована образовалось в результе раздела владений Альдобрандески, тогдашних владык большей части Южной Тосканы.
На момент своего создания графство включало в себя остров Джильо и город Кастильоне-д’Орча на территории нынешней Сиены а также часть современной провинции Гроссето. В XIV веке Республика Сиена завоевала эти территории.
В 1439 году, после женитьбы Босио I Сфорца с последней наследницей Альдобрандески, Сесилии, графство наследовала семья Сфорца, которая впоследствии стала править Миланским герцогством и другими владениями в Тоскане и Марке.
Окончательно графство утратило свою самостоятельность в 1633 году, войдя в состав Великого герцогства Тосканского.
Среди прочих графство выделялось значительным присутствием еврейской общины, первое свидетельство которой восходит ко второй половине XV-го века. В 1714 году было создано еврейское гетто, когда графство уже около 80-ти лет находилось в подчинении Великого герцогства Тосканского.